# 加藤光徳
加藤 光徳（かとう みつのり、1948年〈昭和23年〉7月9日 - 2006年〈平成18年〉2月26日）は、日本の政治家。三重県伊勢市長（2期）。

## 来歴
三重県出身。1971年、東京都立大学工学部卒。三重県庁に入り、県まちづくり推進課長、都市整備指導監、伊勢市助役などを経て、2004年、伊勢市長に当選する。
翌2005年、伊勢市は近隣の町村と合併し、新伊勢市が発足、これに伴う市長選挙に立候補し、民主党推薦で立候補した。対立候補は自民党の推薦を受け、片山さつきや竹中平蔵が応援演説に駆け付けたが、激しい選挙戦の末加藤が当選した。しかし、当選後、加藤に対する無言電話や加藤へ剃刀が送りつけられたりした。
2006年2月26日、伊勢市内の自宅を出たまま行方不明になり、翌27日朝、伊勢市内の山林で首を吊った姿で発見された。伊勢警察署は司法解剖の結果、自殺と断定、死亡推定日時を「26日夜」と断定した。3月24日に伊勢市駅前の再開発事業計画の発表を控える中での突然の自殺であった。
加藤の自殺を受けて鳥羽市長・木田久主一は「加藤さんは常々『伊勢・鳥羽・志摩は一つ』と主張されており、地域のリーダーとして期待していただけに大変残念」と述べ、志摩市長・竹内千尋も「（2月25日、伊勢市二見町で開かれた観光の）シンポジウムでお目にかかったばかりで、驚いています」と述べるなど驚きの声が多数挙がった。一方、三重県知事・野呂昭彦が「いつもより元気がなかった。『風邪をひいたので声が出ない』と言っていたが、普段の加藤さんとは違って精彩を欠いていた」と述べるなど加藤の体調の異変を示唆する声も複数挙がった。